# Wikipedija na arapskom jeziku
Arapska Wikipedija (arapski: ويكيبيديا العربية‎ Wīkībīdyā al-ʿArabiyya ili ويكيبيديا، الموسوعة الحرة Wīkībīdyā, al-Mawsūʿa al-Ḥurra) je inačica Wikipedije na arapskom. Započeta je 9. srpnja 2003. godine. 
Trenutačno ima 1.246.435 članaka.

## Vanjske poveznice
- arapska Wikipedija